# Siril Bert
Siril Lodovic Bert (3. marta 1883. u Vestminsteru - 10. oktobar 1971. u Londonu) je bio britanski psiholog i genetičar koji je dao doprinos psihologiji i statistici. Poznat je po svojim studijama o nasleđivanju koeficijenta inteligencije za koje se smatra da nisu tačne jer je Bert iznosio netačne podatke.

## Detinjstvo i edukacija
Bert je rođen 3. marta 1883. godine, kao prvo dete Sirila Sesila Beroua, lekara, i njegove supruge Marte Evans. Iako neki mali broj izvora ne govori tako, smatra se da je rođen u Londonu. Porodica Bert se preselila u Sniterfild kada je on imao deset godina.
Bertov otac je u početku držao apoteku da bi izdržavao svoju porodicu dok je studirao medicinu. Nakon kvalifikacija, postao je pomoćnik kućnog hirurga i akušerski asistent u Vestminsterskoj bolnici u Londonu. Obrazovanje Sirila Berta počelo je u Londonu u školi u blizini parka svetog Jakova.
Godine 1890. porodica se nakratko preselila u Džerzi, a zatim u Sniterfild i Vorvikšir gde je Bertov otac otvorio seosku ordinaciju. Bert je u ranom životu pokazao veliku radoznalost, toliko da je njegov otac često vodio mladog Berta sa sobom na svoje medicinske posete.
Jedan od poznatijih pacijenata starijeg Berta bio je Darvin Galton, brat  Frensisa Galtona. Posete koje su Bertovi vršili na imanju Galtona ne samo da su omogućile mladom Bertu da nauči o radu Frensisa Galtona, već su takođe omogućile Bertu da se sretne sa njim i da bude snažno motivisan njegovim idejama.  Bertovu pažnju su posebno privukle njegove studije o statistici i diferencijalnoj psihologiji, dve glavne karakteristike Londonske škole psihologije čije članstvo uključuje i Galtona i Berta.
Pohađao je Kraljevu školu od 1892. do 1895. godine, a kasnije je dobio stipendiju za Hristovu bolnicu, koja se tada nalazila u Londonu, gde je razvio svoje interesovanje za psihologiju.
Od 1902. pohađao je koledž na Oksfordu, gde je studirao klasične nauke i zainteresovao se za filozofiju i psihologiju. Radio je dosta sa profesorom Vilijamom Makdugalom. Makdugal, poznavajući Bertovo interesovanje za Galtonov rad, naučio ga je elementima psihometrije i tako pomogao Bertu u njegovim prvim koracima u razvoju i strukturi psiholoških testova, interesovanju koje će trajati do kraja njegovog života. Bert je bio jedan od studenata koji su radili sa Makdugalom. U toj grupi su bili i Vilijam Braun, Džon Flugel i Mej Smit, koji su svi kasnije ostvarili izuzetne karijere u psihologiji.
Bert je 1906. godine diplomirao polažući psihologiju na završnim ispitima. Godine 1907. Makdugal je pozvao Berta da pomogne u nacionalnom istraživanju fizičkih i mentalnih osobina Britanaca, koje je predložio Frensis Galton, u kojem je trebalo da radi na standardizaciji psiholoških testova. Ovaj rad je doveo Berta u kontakt sa eugenikom, Čarlsom Spirmanom i Karlom Pirsonom.

## Rad u obrazovnoj psihologiji
U 1908. godini, Bert je preuzeo položaj predavača psihologije i asistenta predavača fiziologije na Univerzitetu u Liverpulu, gde je trebalo da radi pod mentorstvom čuvenog fiziologa, Čarlsa Šeringtona. U 1909. godini, Bert je koristio Šeringtonov model opšte inteligencije kako bi analizirao podatke o performansama školske dece u nizu testova. Ovaj prvi istraživački projekat bio je ključan za definisanje Bertove karijere u kvantitativnom testiranju inteligencije, eugenici i nasleđivanju inteligencije. Jedan od zaključaka u njegovom radu iz 1909. godine bio je da deca iz viših klasa u privatnim školama bolje prolaze na testovima od dece iz državnih škola, pri čemu je razlika urođena.
Bert se 1913. godine zaposlio kao školski psiholog za Londonsku građevinsku organizaciju sa zadatkom da identifikuje ,,slaboumnu" decu, u skladu sa Zakonom o mentalnom nedostatku iz 1913. godine.Posebno je utvrdio da su devojčice podjednako inteligentne kao dečaci. Ova pozicija mu je takođe omogućila da radi u Spirmanovoj laboratoriji i da dobija istraživačke asistente iz Nacionalnog instituta za industrijsku psihologiju, uključujući Vinifreda Rafela.
Bertova publikacija iz 1925. godine ,,Mladi delikventi", dovela je do otvaranja Londonske klinike za savetovanje dece u Izlingtonu 1927.godine. Takođe, 1924. godine, Bert je imenovan za vanrednog profesora pedagoške psihologije na Londonskom koledžu, gde je obavio veliki deo svog rada na savetovanju dece.

## Kasnija karijera
Bert je 1931. godine  podneo ostavku na svojim pozicijama, nakon što je imenovan za profesora i predsednika odeljenja za psihologiju, preuzimajući mesto koje je ranije zauzimao Čarls Šerington, čime je okončao svoju gotovo 20-godišnju karijeru kao praktičar psihologije u školi. Rjuben Konrad, jedan od njegovih studenata, prisećao  se da je Bert jednom stigao na univerzitet sa šimpanzom koju je pozajmio iz zoološkog vrta. Tokom boravka u Londonu, Bert je imao veliki uticaj na mnoge studente. Bert je bio konsultant u komitetima koji su razvijali ,,testovi za jedanaestogodišnjake". Ova tema, kao i optužbe za naučnu prevaru protiv njega, raspravljane su u različitim knjigama i člancima, uključujući ,,Siril Bert: Prevara ili nameštanje" i ,,Pogrešna mera čoveka".
I pored reputacije kao statistički psiholog, Siril Bert bio je takođe uključen u psihoanalizu. Bio je član Britanskog psihoanalitičkog društva. U svojoj knjizi ,,Mladi delikventi", izrazio je mišljenje da ,,skoro svaka tragedija zločina ima svoje poreklo u drami porodičnog života."
Bert je 1942. godine izabran za predsednika Britanskog psihološkog društva. 1946. godine postao je prvi britanski psiholog koji je viteški odlikovan za svoje doprinose u psihološkom testiranju i za širenje obrazovnih mogućnosti za svoj doprinos psihološkom testiranju i za širenje obrazovnih mogućnosti. Bert je bio član Londonske škole diferencijalne psihologije i Britanskog eugeničkog društva. Zbog toga što je na radiju 1946. godine predložio formiranje organizacije za ljude sa visokim IQ rezultatima, postao je počasni predsednik Mense 1960. godine. Zvanično se pridružio Mensi ubrzo nakon toga.
Bert je u penziju otišao 1951. godine u 68. godini života, ali je nastavio da piše članke i knjige. Preminuo je od raka u Londonu 10. oktobra 1971. godine, u 88. godini.

## Neprimereno ponašanje u naučnom radu
Bert je objavio brojne članke i knjige na različite teme koje su se kretale od psihometrije, preko filozofije do parapsihologije. Najviše je istraživao u oblasti genetike ponašanja, posebno pažnju dajući nasleđivanju inteligencije, korišćenjem studija blizanaca. Ova istraživanja izazvala su najviše kontroverzi, često nazivane "Bertova afera".
Kratko nakon Bertove smrti u javnosti je objavljeno da su svi njegovi zapisi i dokumenti uništeni, te je optužen za falsifikovanje istraživačkih podataka. Od kasnih 1970-ih,  prihvaćeno je da je falsifikovao neke podatke, iako neka od njegovih ranijih istraživanja nisu bila pogođena ovim otkrićem. To je uglavnom rezultat istraživanja Olivera Gilieja (1976) i Leona Kamina (1974).
Enciklopedija Britanika iz 2007. godine je takođe propagirala stav da su njegova kasnija istraživanja bila problematična i da su podaci bili falsifikovani. Sa ovim stavom su se složili i mnogi akademici, iako se njegova ranija istraživanja generalno prihvataju kao validna.
Mogućnost falsifikacije prvi put je privukla pažnju naučne zajednice kada je Kamin primetio da su koeficijenti korelacije IQ rezultata jednojajčanih i dvojajčanih blizanaca kod Berta bili isti do tri decimalna mesta, bez obzira na dodavanje novih podataka. Lezli Hernšo, blizak prijatelj Berta i njegov zvanični biograf, zaključio je nakon analize kritika da su većina Bertovih podataka posle Drugog svetskog rata bili nepouzdani ili lažni.
Druga dva psihologa, Artur Dženson i Filip Rašton, koji su i sami bili uključeni u kontroverze zbog svojih stavova o rasi,  tvrdili su da su sporne korelacije koje je Bert istraživao u skladu sa korelacijama pronađenim u drugim studijama blizanaca.
Rašton (1997) je napisao da su pet različitih studija o blizancima odgajanim odvojeno od strane nezavisnih istraživača potvrdile nalaze Berta i dale gotovo istu procenu nasleđivanja. Međutim, Bertova studentkinja, Šarlot Banks je dovela u pitanje njegovu statističku sofisticiranost. Ona je u predgovoru Bertove poslednje knjige, napisala da je kombinovao uzorke prikupljene od školske dece iz različitih prethodnih godina u svojim kasnijim radovima bez komentara. U radu koji je Bert objavio 1943. godine, navodi se prosečan IQ od 153,2 za roditelje u višim profesionalnim ili administrativnim klasama, u vreme kada nije bilo standardizovanih IQ testova za odrasle u gornjim opsezima IQ-a.  Bert je 1961. godine revidirao ovu cifru na 139,7 i u drugim radovima, napomenuo da je došao do takvih cifara "procenom", ili pretpostavkom, umesto testiranjem.
Prema Erlu Hantu, možda nikada neće biti otkriveno da li je Bert namerno bio prevarant ili jednostavno nepažljiv. Primećujući da su i druga istraživanja o nasleđivanju IQ-a dala rezultate vrlo slične onim Bertovim, Hant tvrdi da Bert nije naštetio nauci u užem smislu zavaravajući naučnike lažnim rezultatima, ali da je zbog Bertovog slučaja došlo do opšteg odbacivanja genetičkih studija o inteligenciji i prestanka finansiranja takvih studija.
Gilijev članak iz 1976. godine, sumira pokušaje praćenja dvoje navodnih saradnika Berta, Margaret Hauard i Dž. Konvej. Publikacije pripisane njima su objavljene u časopisu koji je uređivao Bert između 1952. i 1959. godine, uključujući zajednički rad Berta i gospođe Hauard, koji je kao jedan od retkih, ako ne i jedini, istraživački rad čiji jedini autor nije samo Bert. Međutim, niko sa tim imenima nije bio registrovan kao član osoblja ili student na univerzitetu između 1914. i 1976. godine, ili u bilo kojoj drugoj instituciji unutar Univerziteta u Londonu, a njegovo Odeljenje za psihologiju nije moglo da pronađe nikakve tragove. Između 1952. i 1959. godine, Bert je živeo u Londonu i imao dvoje saradnika, Šarlot Benks i Gertrud Kir. Niko od njih nikad nije upoznao gospođu Hauard i gospodina Konveja. Iako su sugerisali Giliju da je Bert možda korespondirao sa oboje, nije bilo tragova takve korespondencije u Bertovim papirima. Bertova kućna pomoćnica iz 1950. godine je Giliju rekla da je pitala Berta zašto je pisao radove pod imenima Hauard i Konvej. Njegov odgovor je bio da su oni obavili istraživanje i treba da budu priznati. Objasnio je njihovo odsustvo i nedostatak kontakta dodajući da su oboje emigrirali i da je izgubio njihove adrese. Na osnovu svoje istrage, Gili je smatrao da ni Margaret Hauard ni Konvej nisu postojali, već su bili fantazija starog Berta.
Artur Dženson je dobio priliku da odgovori na Gilijev članak u istom izdanju časopisa i opisao je tvrdnje kao klevetničke, bez dokaza i protivljenjem Bertovim teorijama. Međutim, nije se bavio centralnim pitanjem, da je Bert pisao naučne radove i objavljivao ih kao urednik časopisa pod lažnim imenima i bez saglasnosti navodnih autora.
Kao odgovor na članke Ronalda Fletčera, tvrdeći da su njegova biografija o Bertu i napadi drugih motivisani ideološkom ili političkom zloupotrebom. Hernšo je dodao Gilijevim tvrdnjama navodeći da Bertovi detaljni zapisi o posetiocima ne sadrže evidenciju poseta gospođe Hauard i gospodina Konveja godinama za koje se smatra da su sarađivali s njim pri sakupljanju i testiranju 32 para razdvojenih jednojajčanih blizanaca, da njegovi radovi ne sadrže korespondenciju ili pisani materijal od njih, i da niko blizak Bertu nije sreo njih. Dodao je da je testiranje razdvojenih blizanaca skupo: Bert nije imao sredstava za plaćanje istraživačkih radnika, čije su usluge bile previše skupe da bi ih sam platio. Dalje, naveo je još dva primera koje je nazvao Bertovom lukavošću, a koje je Fletčer ignorisao. Prvi je bio Bertova falsifikacija ranije istorije faktorske analize i njegova neistinita tvrdnja da je prvi koristio tu tehniku. Drugi je bio da Bert nije mogao doći do rezultata o opadajućem nivou obrazovnih dostignuća u 1950-ima i 1960-ima, kako je tvrdio. Naposletku, Hernšo tvrdi da su Bertovi propusti u godinama penzije daleko iznad nepažnje. Drugi pisci su sugerisali da su gospođa Hauard i gospodin Konvej možda postojali, ali da ih je Bert jednostavno koristio da podrži svoja istraživanja.
Robert Džonson (1989) i Ronald Fletčer (1991) objavili su knjige koje podržavaju Berta. Međutim, Džonson je prihvatio da je Bert često koristio izmišljena imena da bi objavljivao radove koje je Bert napisao sam: imena koja je koristio uključivala su Margaret Hauard i Dž. Konveja. Branioci Berta tvrdili su da je svima bilo poznato da su Bertovi podaci bili problematični nakon njegovog penzionisanja i da je objavljivao članke pod pseudonimima, dodajući da bi Britansko psihološko društvo moglo to da zaustavi da je prekršilo prihvaćene etičke norme tog vremena. Međutim, iako je jasno da su neki pojedinačni članovi Britanskog psihološkog društva bili svesni sumnjivog ponašanja Berta, razlog zbog kojeg nije bio cenzurisan verovatno je bio taj što bi bilo neumesno pozvati takvog velikog čoveka na odgovornost pred javnošću. Članovi društva su to mogli tolerisati u to vreme, a kasnije su se izvinjavali za Bertovo ponašanje.
Nikolas Makintoš je napisao rad ,,Siril Bert: Prevara ili podmetanje?", a njegov izdavač je tvrdio da su Bertovi branitelji ponekad, ali nikako uvek, bili u pravu, a njegovi kritičari su često donosili prebrze zaključke. Međutim, ti kritičari su u svojoj žurbi propustili ključne dokaze koji se ne mogu lako uskladiti s potpunom nevinošću Berta, ostavljajući utisak da su i odbrana i optužba bez dovoljnog broja dokaza.
Međutim, sam Makintoš, tada profesor eksperimentalne psihologije na Univerzitetu u Kembrindžu, sumirao je dokaze protiv Berta 1995. godine, navodeći da su podaci koje je Bert prezentovao toliko nepotpuni i ispunjeni greškama, da se ne može oslanjati na brojeve koje je prezentovao, i potvrdio je svoj stav prema Kaminovom prvobitnom zaključku, da je Bert falsifikovao svoje podatke.

## Literatura

### Biografije
- Bert, S. L. (1949). ,,Autobiografska skica". Psihologija rada .
- Valentin, Čarls (1965). „Siril Bert: biografska skica i poštovanje“. U C. Banks, & P. L. Broadhurst (ur.), Stephanos: Studije psihologije posvećene Sirilu Bertu (pp. 11–20). London: Univerzitet u Londonu.
- Hearnshaw, L.S. (1979). Siril Bert: Psiholog. Itaka, Njujork: Cornell University Press. Takođe objavljeno u Londonu: Hodder and Stoughton.
- (1983) ,,Ser Siril Bert". Časopis AEP (Asocijacija obrazovnih psihologa), 6 (1) [Posebno izdanje].
- Fančer, R.E. (1985) Ljudi obaveštajne službe: Stvaraoci I.K. Kontroverze. Njujork: Norton.
- Skar, S. (1994). ,,Bert, Siril L.", u R. J. Sternberg (ur.), Enciklopedija inteligencije (Tom 1, pp. 231–234). Njujork.

### Bertove knjige
- Bert, S.L. (1917). Distribucija i odnosi obrazovnih sposobnosti. London: Izdavačka kuća Kampfild.
- Bert, S.L. (1921). Mentalni i školski testovi. London: P. S. King. London: Staples.
- Bert, S.L. (1923). Priručnik testova za upotrebu u školama. London: P. S. King.
- Bert, S.L. (1925). Mladi delikvent. London: Izdavačka kuća u Londonu.
- Bert, S.L. (1930). Proučavanje uma. London: BBC.
- Bert, S.L. (1934). Kako um funkcioniše. Njujork: D. Appleton-Century kompanija.
- Bert, S.L. (1935). Subnormalni um. London: Oksfordsko univerzitetsko izdavaštvo.
- Bert, S.L. (1937). Zaostalo dete. London: Izdavačka kuća u Londonu.
- Bert, S.L. (1940). Faktori uma: Uvod u faktorsku analizu u psihologiji. London: Izdavačka kuća u Londonu.
- Bert, S.L. (1946). Inteligencija i plodnost. London.
- Bert, S.L. (1957). Uzroci i tretmani zaostajanja (4. izd.) London: Izdavačka kuća u Londonu.
- Bert, S.L. (1959). Psihološka studija tipografije. Kembridž: Izdavačka kuća u Kembridžu.
- Bert, S.L. (1968). Psihologija i psihička istraživanja: Sedamnaesta Frederik H. Majers memorijalna predavanja, Društvo za psihička istraživanja.
- Bert, S.L. (1975). Darovito dete. Njujork: London: Hoder i Stoton.
- Bert, S.L. (1975). ESP i psihologija. London: Vajdenfeld i Nikolson.

### Bertovi članci
- Bert, S. L. (1909). ,,Eksperimentalna ispitivanja opšte inteligencije". Britanski časopis za psihologiju. 3 (1–2): 94–177.
- Bert, S. L. (1915). ,,Mentalni testovi", ,,Studija deteta”. 8: 8–13.
- Bert, S. L. (1920). ,,Definicija i dijagnoza mentalne retardacije; Deo II", ,,Studije o mentalnoj neefikasnosti”. 1: 47–54, 69 & 77.
- Bert, S. L. (1920). ,,Neurotično dete u školi", ,,Studije o mentalnoj neefikasnosti”. 4 (1): 7–12. PMC 5109117.
- Bert, S. L. (1923). ,,Uzroci kriminala maloletnika", Britanski časopis za medicinsku psihologiju. 3: 1–33.
- Bert, S. L. (1923). ,,Delinkvencija i mentalna retardacija". Britanski časopis za medicinsku psihologiju. 3 (3): 168–178.
- Bert, S. L. (1949). ,,Alternativne metode faktorske analize i njihovi odnosi prema Pirsanovoj metodi glavnih osa”. Britanski časopis za psihologiju. 2 (2): 98–121.
- Bert, S. L. (1951). ,,Opšta psihologija", u delu Herberta Dingla ,,Vek nauke” (pp. 272–286).
- Bert, S. L. (1954). ,,Diferencijacija intelektualnih sposobnosti". Britanski časopis za obrazovnu psihologiju. 24 (2): 76–90.
- Bert, S. L. (1955). ,,Dokazi za koncept inteligencije". Britanski časopis za obrazovnu psihologiju. 25 (3): 158–177.
- Bert, S. L. (1958). ,,Definicija i naučna metoda u psihologiji". Britanski časopis za statističku psihologiju. 11: 31–69.
- Bert, S. L. Gregori, V. L. (1958). ,,Naučna metoda u psihologiji: II". Britanski časopis za statističku psihologiju. 11 (2): 105–128.
- Bert, S. L. (1958). ,,Nasleđivanje mentalnih sposobnosti". Američki psiholog. 13 (3): 1–15.

### Publikacije o Bertovoj aferi
- Blinkhorn, Steve (1989). „Was Burt stitched up?”. Nature. 340 (6233): 439—440. doi:10.1038/340439a0..
- Blinkhorn, S. F. (1995). ,,Bert i rana istorija faktorske analize", u N.J. Makintošu, ,,Siril Bert: Prevara ili nameštaljka?”, Univerzitet Oksford.
- Brejs Loring (2005). ,,Ser Siril Bert: Naučna prevara", u ,,Rasa je četvorosložna reč, geneza koncepta”, Univerzitet Oksford.
- Batler, Brajan E. Petrulis, Dženifer (1999). ,,Nekoliko dodatnih posmatranja u vezi sa serom Siril Bertom". Britanski časopis za psihologiju. 90: 155–160.
- Koen, Džon (1977). ,,Protivnici". Susret. 48 (3): 86–89.
- Ejsenk, H. J. (1977). ,,Slučaj ser Sirila Buerta". Susret. 48 (1): 19–23.
- Flečer, Ronald (1991). ,,Nauka, ideologija i mediji”, Nju Bransvik, N. J. Transakcija.
- Guld, S. J. (1996). ,,Prava greška Sirila Berta: Faktorska analiza i reifikacija inteligencije, ,,Pogrešno merenje čoveka”.
- Hartli, Džejms; Rum, Donald (1983). ,,Ser Siril Bert i tipografija: Ponovna procena". Britanski časopis za psihologiju. 74 (2): 203–212.
- Džili, O. (1977). ,,Da li je ser Siril Bert lažirao svoja istraživanja o nasleđivanju inteligencije? Deo I".
- Hernšo, L. (1992). ,,Bertov Redivivus". Psiholog. 5 (4): 169–70.
- Joinsen, R. B. (1989). ,,Afera Bert” Njujork: Račledž.

## Izvori Bertovog rada
Postoje arhivske kolekcije vezane za Berta u Velikoj Britaniji.
- Specijalna kolekcija i arhiva Univerziteta u Liverpulu čuva Bertove lične papire (Ref: D191), kao i papire njegove sekretarice Margarete Arčer (Ref: D432).
- Centar za istoriju psihologije Britanskog psihološkog društva čuva sva izdanja Bertovih korespondencija, približno od 1920. do 1971. godine.
- Univerzitet Oksford: Biblioteka Bodleana, Specijalne kolekcije i Zapadni manuskripti čuvaju Bertovu prepisku sa Sirilom Darlingtonom, 1960–1966, kao i prepisku sa Društvom za zaštitu nauke i učenja, (Ref: SPSL).
- Koledž Imperial, Univerzitet u Londonu, Arhiva i Odeljenje korporativnih zapisa čuva Bertovu korespondenciju sa Herbertom Dinglom, 1951–1959 (Ref: H Dingle kolekcija).
- Londonski univerzitetski koledž, Univerzitet u Londonu, Specijalne kolekcije čuvaju pisma Berta upućena Lajonelu Penrouzu.

## Spoljašne veze
- Works by Cyril Burt, u JSTOR
- Works by Cyril Burt, u časopisu za Eugeniku
- Concise summary of Cyril Burt
- "Sir Cyril Burt." Encyclopædia Britannica. 2007 Archived 8 decembar 2007 za Wayback Machine.
- The London School of Differential Psychology: Cyril L. Burt
- National Register of Archives.
- The Cyril Burt Archives at University of Liverpool Special Collections.
- The British Psychological Society History of Psychology Centre Archived 17 maj 2011 za Wayback Machine.
- Oxford University: Bodleian Library, Special Collections and Western Manuscripts
- University College London (UCL), University of London, Special Collections.
- Imperial College London Archives and Corporate Records.
- Likenesses of Burt in the National Portrait Gallery.[мртва веза]